# Кононенко Микола Григорович
Кононе́нко Мико́ла Григо́рович (14 грудня 1937, Іваниця, Сумська область) — український хірург-онколог, вчений, доктор медичних наук, професор кафедри хірургії, травматології, ортопедії та фтизіатрії Медичного інституту СумДУ, Почесний професор Сумського державного університету.

## Біографія
Народився в с. Іваниця Недригайлівського району Сумської області. Мати Анастасія Демидівна (1907—1978) була колгоспницею, а батько Григорій Григорович (1907—1978) — ковалем. Навчався в Іваницькій семирічній школі і Недригайлівській середній школі. Після закінчення школи в 1954 році вступив до Станіславського державного медичного інституту (нині Івано-Франківський національний медичний університет). Під час навчання на шостому курсі одружився з дівчиною Ніною, яка навчалася на офтальмолога.
У 1960 році закінчив медичний інститут за спеціальністю лікаря-куратора і був направлений на роботу в Луганську область, де працював хірургом та завідувачем хірургічного відділення Центральної районної лікарні м. Зимогір'я. Після трьох років роботи повернувся разом із сім'єю на Сумщину.
З 1963 року працював лікарем-онкологом в Сумському обласному онкологічному диспансері, а в 1968 році — призначений завідувачем його хірургічного відділення (на 75 ліжок).
1973 року вступив до аспірантури відділу онкопроктології Київського науково-дослідного рентгено-радіологічного і онкологічного інституту (нині — Національний інститут раку МОЗ України). Після закінчення аспірантури працював молодшим, а з 1978 року — старшим науковим співробітником відділу пухлин опорно-рухового апарату.
Пізніше, в 1981 році очолив відділення дитячої онкології Київського науково-дослідного рентгенорадіологічного інституту і наступні 11 років виконував обов'язки позаштатного дитячого онколога МОЗ України.
1993 року почав працювати в Медичному інституті Сумського державного університету. Очолив кафедру загальної хірургії, яка станом на 2005 рік має назву «Кафедра хірургії з дитячою хірургією та курсом онкології».
З 1995 по 2003 рік перебував на посаді голови обласного наукового товариства хірургів.
З 2011 року — професор «Кафедри хірургії з дитячою хірургією та курсом онкології», а з 2020 року — професор «Кафедри хірургії, травматології, ортопедії та фтизіатрії».

## Наукова діяльність
Займається науковою та винахідницькою діяльністю. Працює в напрямку досліджень перфоративної виразки пілородуоденальної зони, спайкової хвороби очеревини, мезентеріального тромбозу, травматичного ушкодження органів черевної порожнини, комбінованих і комбіновано-розширених оперативних втручань в онкології. Результати досліджень Миколи Григоровича багаторазово доповідалися на раніше всесоюзних, а потім всеукраїнських з'їздах і конференціях хірургів та онкологів .
Науковою діяльністю почав займатися під час навчання в Станіславському державному медичному інституті. Відвідував студентські наукові гуртки на кафедрах хірургії та топографічної анатомії і оперативної хірургії, був учасником інститутських олімпіад та студентських наукових конференцій у вузах України. На четвертому курсі університету був направлений до Харківського медінституту, де презентував свою роботу про кровопостачання сідничного нерва в умовах перев'язки артерії.
Під час навчання в аспірантурі займався розробкою комбінованих і комбіновано-розширених хірургічних втручань в онкопроктології. На основі результатів проведених досліджень написав і захистив у 1977 році кандидатську дисертацію «Комбинированные оперативные вмешательства при раке прямой кишки».
У 1977 році став молодшим, а в 1978 — старшим науковим співробітником наукового підрозділу пухлин опорно-рухового апарату НДІ. У 1990 році захистив докторську дисертацію «Неорганные новообразования малого таза (клиника, диагностика, лечение)», в якій узагальнив власний досвід з діагностики і хірургічного лікування дорослих і дітей, хворих на неорганні новоутворення даної локалізації. В роботі було проаналізовано історії хвороб 330 осіб, з них 110 дітей.
1991 року отримав науковий ступінь доктора медичних наук.
Під час роботи в Сумському державному університеті його наукова діяльність спрямована на подальше вивчення проблем перфоративної виразки пілородуоденальної зони, спайкової хвороби очеревини, мезентеріального тромбозу, травматичного пошкодження органів черевної порожнини.
Під його керівництвом захищено 6 кандидатських дисертацій. Неодноразово його учні отримували призові місця на всеукраїнських студентських олімпіадах з хірургії. У 2001 році — перше місце по Україні.

## Викладацька діяльність
Автор лекційного курсу та методичних рекомендацій і вказівок для студентів та лікарів-інтернів. Проводить практичні заняття зі студентами, магістрантами та лікарями-інтернами.
Микола Григорович є членом Атестаційної комісії УОЗ Сумської ОДА. Входить до складу редакційної ради журналу «Харківська хірургічна школа». 

## Професійна діяльність
Микола Григорович — хірург-онколог вищої кваліфікації.
Розпочав лікарську діяльність в Центральній районній лікарні м. Зимогір'я Луганської області. Невдовзі пройшов  додаткові курси тематичного вдосконалення з хірургії, травматології, урології в Луганській обласній лікарні та оволодів основами анестезіології, зокрема ендотрахеальним наркозом. Його вчителями та наставниками були хірурги Клавдія Олександрівна Музика та Микола Михайлович Амосов. Після проходження курсів займався лікуванням хворих з ургентною хірургічною патологією, постраждалих із тяжкою травмою, особливо шахтною, з травматичними пошкодженнями опорно-рухового апарату. Проводив резекцію шлунка при виразковій хворобі; інтрамедулярний остеосинтез при переломі стегнової кістки, великогомілкової кістки, ключиці.
Працюючи в Сумському обласному онкологічному диспансері, освоїв нові види операцій, зокрема вперше в області виконав дві панкреатодуоденальні резекції при раку підшлункової залози. Під час роботи над кандидатською дисертацією в НДІ рентгенорадіології та онкології вперше в СРСР запровадив розроблені за кордоном суперрадикальні втручання при місцево-поширеному раку прямої кишки — евісцерації таза (видалення всіх органів малого таза).

## Наукові праці
Автор понад 300 наукових та навчально-методичних праць, серед них — керівництво для лікарів «Политравма» в 2-х томах, монографія «Закрита травма живота» та підручники, видані у співавторстві. Микола Григорович є автором розділу «Загальні та окремі питання дитячої онкології» у 4-томному навчальному посібнику «Медицина дитинства» за ред. П. С. Мощича  та розділу «Загальні питання онкології» у  підручнику «Загальна хірургія» за ред. С. П. Жученка.
У здобутку Миколи Григоровича 5 винаходів, 13 патентів, 30 раціоналізаторських пропозицій.
Вибрані праці
- Медицина дитинства: навч. посіб.: у 4-х т. Т. 4  / за ред. П. С. Мощича. — К.: Здоров'я, 1999. — 712 с. + Гриф МОЗ. — ISBN 5-311-011-43-2.
- Загальна хірургія: підручник / за ред. С. П. Жученка, М. Д. Желіби, С. Д. Хіміча. — К.: Здоров'я, 1999. — 488 с. + Гриф МОЗ. — ISBN 5-311-01043-6.
- Основи загальної онкології в хірургії: навч. посіб. / І. Д. Дужий, В. П. Шевченко, М. Г. Кононенко та ін. — Суми: Сумський державний університет, 2004. — 94 с. + Гриф МОЗ. — ISBN 966-657-013-0.
- Бойко В. В.  Закрита травма живота [Текст] / В. В. Бойко, М. Г. Кононенко. — Х.: Харківський нац. мед. ун-т, 2008. — 528 с. — ISBN 978-966-2046-33-5.
- Политравма. Руководство для врачей: в 2-х т. Т. 1 : Общие вопросы политравмы. Экспериментальное моделирование травматических повреждений органов грудной клетки и брюшной полости / Под общ. ред. В. В. Бойко, П. Н. Замятина. — 2-е изд., перераб. и доп. — Х.: Фактор, 2011. — 640 с. — ISBN 978-966-180-139-3.
- Политравма. Руководство для врачей: в 2-х т. Т. 2: Сочетанная торакальная травма. Сочетанная абдоминальная травма / Под общ. ред. В. В. Бойко, П. Н. Замятина. — 2-е изд., перераб. и доп. — Х.: Фактор, 2011. — 688 с. — ISBN 978-966-180-151-5.
- Кононенко М. Г. Перитоніт: матеріали до лекції для студ. і лікарів (хірургів, анестезіологів та ін.) спец. 222 «Медицина» денної форми навчання. — Суми: СумДУ, 2017. — 116 с.
- Кононенко М. Г. Текст лекції на тему «Закрита травма паренхіматозних органів черевної порожнини». Розділ «Травма селезінки»: для студ. спец. 222 «Медицина» та лікарів (хірургів, анестезіологів та ін.). — Суми: СумДУ, 2018. — 109 с.

## Нагороди та відзнаки
- Почесні грамоти Міністерства охорони здоров'я України, Сумського міського та обласного управління охорони здоров'я[9]. У 1970 р. нагороджений знаком «Отличнику здравоохранения».